# Filtració per succió

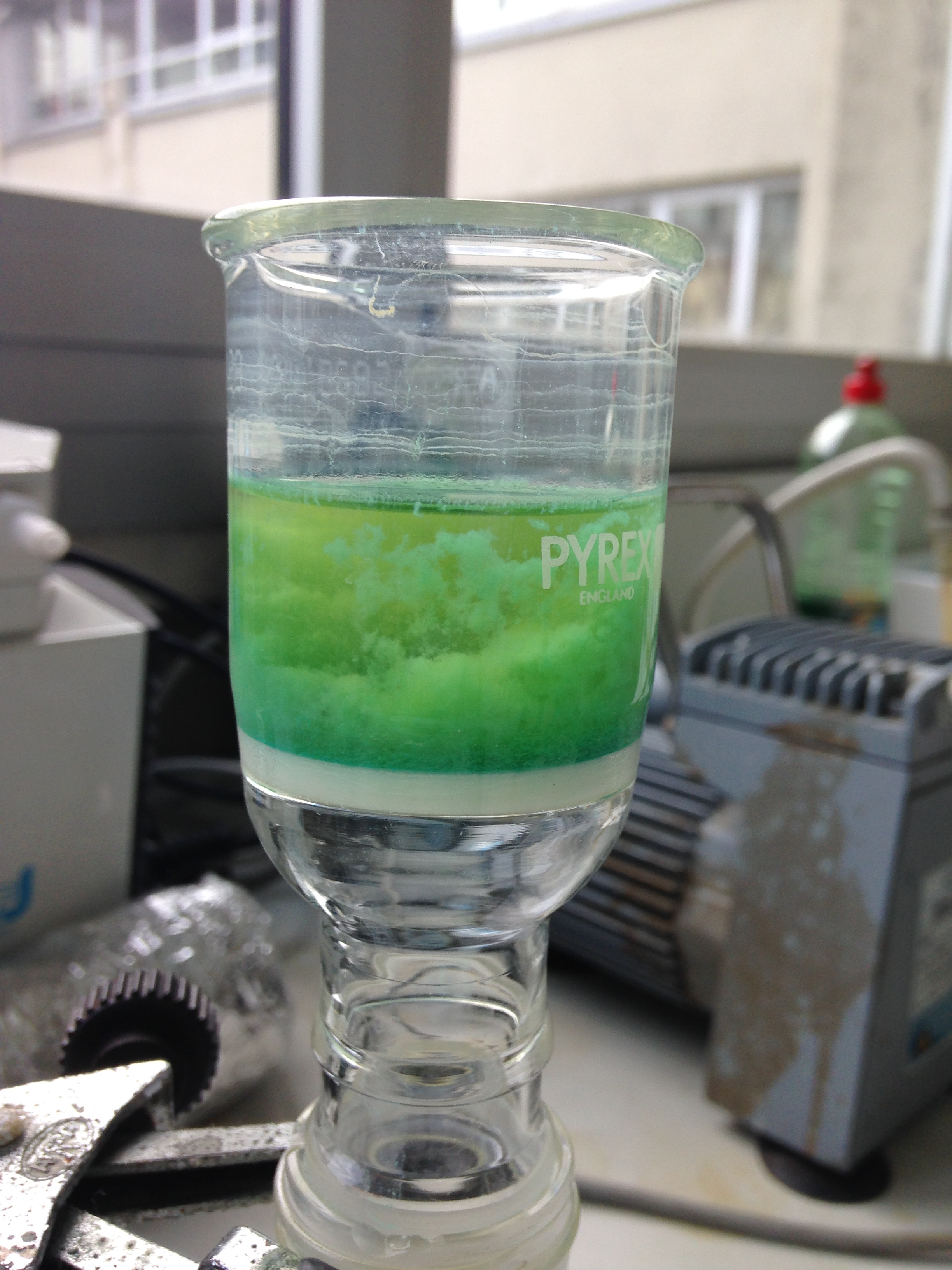
Núvol produït durant la filtració per succió

La filtració per succió és un mètode utilitzat en laboratoris de l'àmbit de la química per accelerar els processos de filtració. Es basa en l'anomenat Efecte Venturi, concepte de dinàmica de fluids. Si fas passar una corrent d'aigua i connectes aquest tub a un Matràs Kitasato es fa el buit dins del matràs. Aquesta diferència de pressió fa que la dissolució que es disposa en un embut Buchner es filtri més ràpidament. S'ha de posar un paper de filtre tapant tot l'embut. Abans de començar a filtrar s'ha de connectar l'embut al tub per on passa l'aigua. La filtració simple s'anomena filtració per gravetat.